# James Lloyd (Boxer)
James Lloyd (* 5. Juli 1939 in Liverpool; † 22. März 2013 in Skelmersdale) war ein britischer Boxer.

## Laufbahn
Bei den Olympischen Spielen 1960 in Rom gewann Lloyd die Bronzemedaille im Weltergewicht. Nach Siegen über Mohamed Faragalla, Sudan (KO 2.), Vasile Neagu, Rumänien (KO 2.), und Phil Baldwin, USA (3:2), unterlag er im  Halbfinale dem Italiener Nino Benvenuti nach Punkten (3:2). Außerdem startete er 1961 bei den Europameisterschaften, schied hier jedoch bereits im Viertelfinale gegen den späteren Silbermedaillengewinner Hans-Dieter Neidel, DDR, aus. Nachdem Lloyd 1962 noch britischer Meister im Halbmittelgewicht (-71 kg) geworden war, entschied er sich Profi zu werden.
Der größte Erfolg seiner anschließenden vierjährigen Profikarriere was der Gewinn der „BBBofC-South-Area“ Meisterschaft im Mai 1965 durch einen Punktsieg über Dennis Read.